# Impasse Léger
L'impasse Léger est une voie située dans le quartier de la Plaine-de-Monceaux du 17e arrondissement de Paris.

## Situation et accès
L'impasse Léger est desservie par la ligne 3 à la station Malesherbes.

## Origine du nom
La voie tire son nom de celui d'un ancien propriétaire.

## Historique

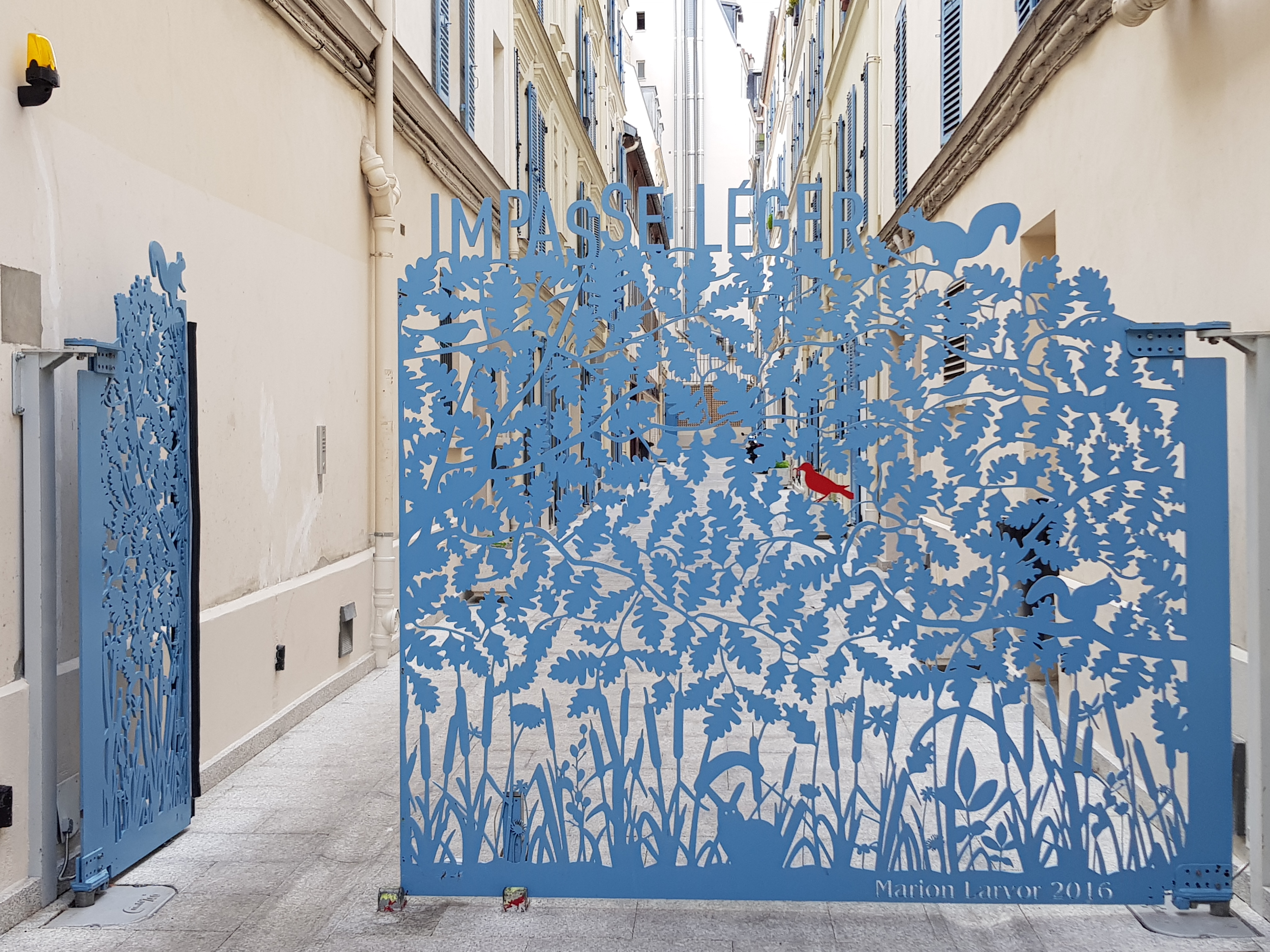
L’entrée de l’impasse en 2019.

Cette voie privée est ouverte sous le nom d'« impasse Léger », elle devient ensuite « impasse Désiré » et « passage Désiré »avant de reprendre sa dénomination initiale.
Le 21 mars 1915, une bombe lâchée d'un zeppelin tomba dans cette impasse,.
La voie ouverte à la circulation publique par arrêté du 23 juin 1959. Puis elle est privatisée et fermée à la circulation en 2013.

## Bâtiments remarquables et lieux de mémoire
- Portail d'entrée, œuvre de Marion Larvor (2016)